# Klarspråk
För andra betydelser, se Klarspråk (olika betydelser).
Klarspråk innebär att uttrycka sig rakt på sak och utan omskrivning. Inom språkvård har klarspråk fått en mer specifik betydelse som avser hur budskap kommuniceras. Svenska myndigheter har sedan 2009 lagkrav på sig att skriva på ett vårdat, enkelt och begripligt språk, det vill säga på klarspråk.

## Klarspråkarbete i Sverige
Språkrådet i Sverige definierar klarspråk som "myndighetstexter skrivna på ett vårdat, enkelt och begripligt språk". I Rikstermbanken finns definitionen: "språk som dels är tydligt, dels är begripligt för de avsedda mottagarna", med en gedigen anmärkning om hur detta bör tolkas.

## Klarspråkarbete internationellt
Plain Language Working group (ILPWG) arbetar för att hitta en gemensam standard och definition för klarspråk. Arbetsgruppen undersöker också möjligheten till en standardiserad utbildning för konsulter som arbetar med klarspråk. De konventionen om rättigheter för personer med funktionsnedsättning definitioner klarspråk som "kommunikation".
Den internationella föreningen PLAIN består av medlemmar från hela världen som arbetar med klarspråk. Föreningen är ideell och anordnar diskussionsgrupper och internationella konferenser, den senaste i Vancouver i oktober 2013. 
Den 13 oktober är det Internationella klarspråksdagen.